# Ыджид-Вокчер
Ыджид-Вокчер — малая река в Пермском крае, правый приток реки Сочь. Течёт по территории Гайнского района Коми-Пермяцкого округа Пермского края. Длина — 8 км. Впадает в Сочь в 22 км от её устья.